# Domus Mercatorum
La Domus Mercatorum, o Casa dei Mercanti, è un edificio civile medievale che si affaccia su piazza Erbe a Verona. Realizzata tra il 1301 e il 1304, durante il medioevo ospitò, appunto, la Casa dei Mercanti, la quale rappresentava le corporazioni delle arti e mestieri; oggi è di proprietà del Banco BPM e della camera di commercio cittadina.

## Storia
Le prime testimonianze relative alla Domus Mercatorum risalgono ai primissimi anni del XIII secolo, quando venne realizzata una prima struttura in legno atta ad ospitare l'Arte della lana. Il secolo successivo Alberto I della Scala, poco prima di morire, commissionò la costruzione di un edificio in muratura con l'obiettivo principale di farne il luogo di contrattazione dei mercanti; l'opera venne realizzata tra il 1301 e il 1304.

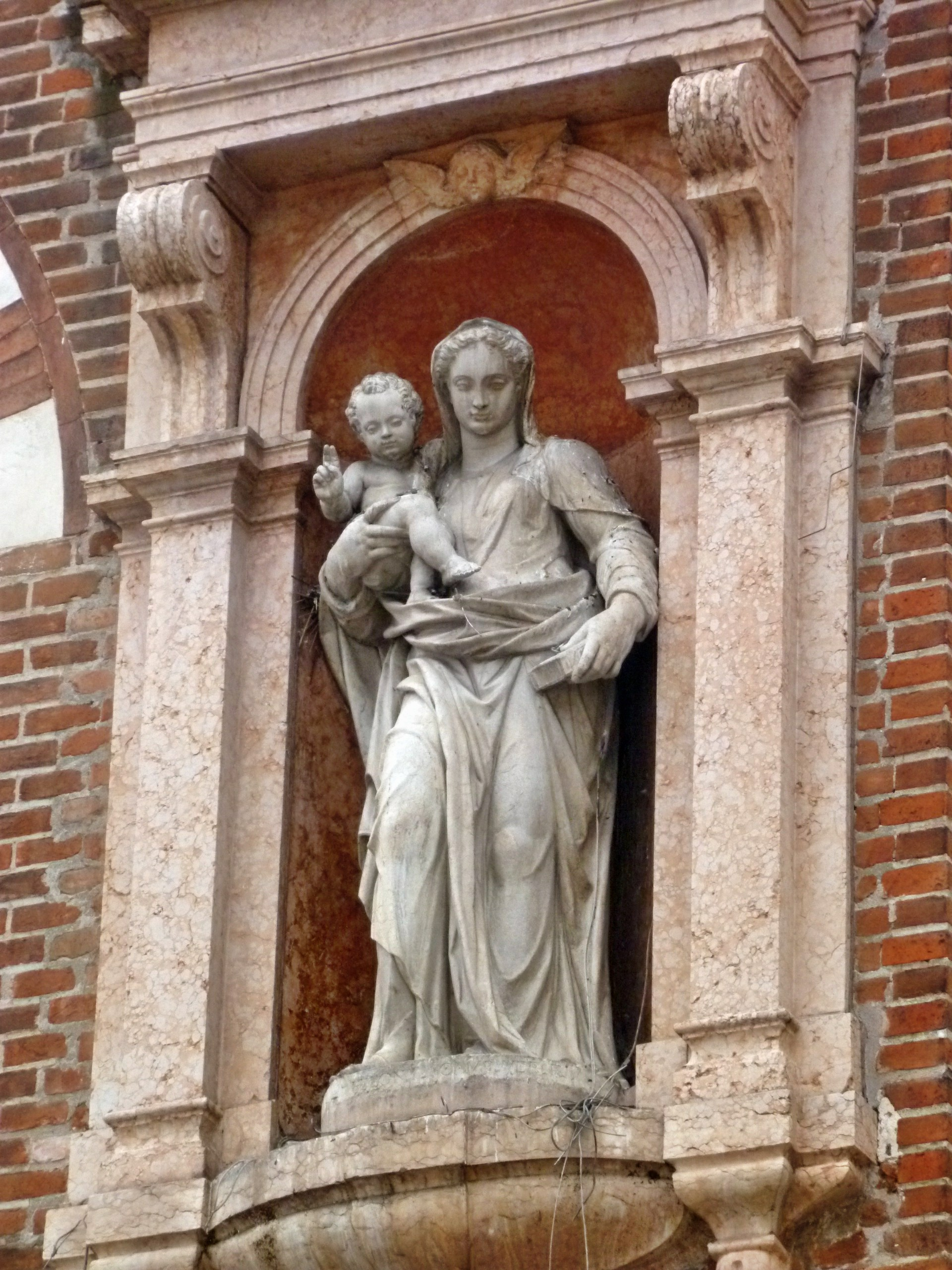
Statua raffigurante la Madonna col Bambino collocata sulla facciata dell'edificio

Le corporazioni delle arti e dei mestieri occupavano, nella Verona comunale, un ruolo primario nella vita cittadina, non solo economico ma anche politico; fu grazie alla loro influenza che gli Scaligeri riuscirono a prendere il potere e a istituire la prima signoria cittadina. Man mano che i Della Scala accentrarono il potere, le loro competenze furono limitate per lo più al commercio e alla manifattura, anche se gli Statuti consentivano al podestà della Casa dei Mercanti di svolgere l'importante compito di giudice nelle controversie e cause tra commercianti.
Nel corso dei secoli l'edificio subì numerose trasformazioni ma mantenne sempre la sua destinazione, divenendo nel 1802 sede della più moderna camera di commercio. Un intervento di grande impatto si protrasse dal 1878 al 1884: i lavori videro la realizzazione di opere di consolidamento strutturali e soprattutto il restauro della facciata, che aveva l'obiettivo di ripristinarne l'aspetto originale.
Il 2 luglio 1952 il complesso fu sfortunato protagonista di un incendio, che causò gravi danni all'arredamento seicentesco del salone dell'archivio, ai solai del sottoportico e alle capriate della copertura. A seguito di tale episodio l'edificio fu oggetto di lavori che furono completati nel 1954 e che videro anche un'ottimizzazione e razionalizzazione degli spazi interni.

## Descrizione

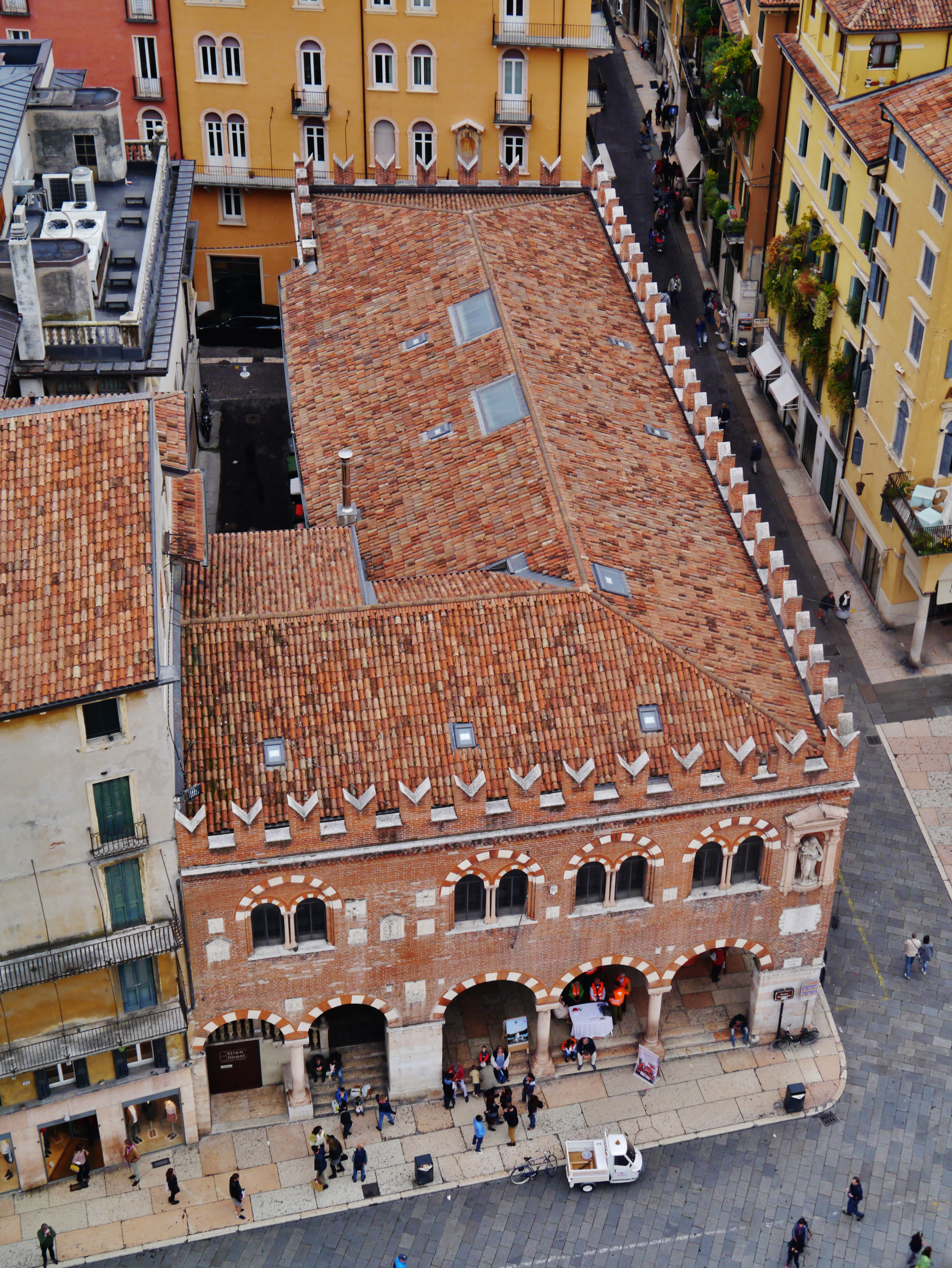
Il palazzo visto dalla torre dei Lamberti

I prospetti della Domus Mercatorum, che affacciano su piazze Erbe, via dei Pellicciai e via Portici, sono contraddistinti dalla presenza al piano terra di porticati con arcate a tutto sesto, intervallate ogni tre campate da maschi murari rivestiti il lastre di marmo bianco. Le colonne che sostengono le arcate, in pietra rosata, presentano basamenti piuttosto semplici e capitelli di ordine tuscanico, mentre le ghiere degli archi si caratterizzano dall'alternarsi di conci di pietra bianca e mattoni di laterizio.
Il primo piano, invece, si caratterizza dalla presenza di bifore ripartite da doppie colonnine di pietra e con le ghiere delle arcate evidenziate dall'alternarsi di pietra e mattoni. La facciata presenta un paramento in mattoni a faccia a vista ed è coronata da una merlatura aggiunta durante l'intervento di restauro ottocentesco.